# Guillermo Labarca
Guillermo Labarca Hubertson (Santiago,  2 de julio de 1879 - ibídem, 8 de noviembre de 1954) fue un escritor y político chileno.

## Biografía
Estudió las humanidades en el Instituto Andrés Bello y el Instituto Nacional. Mientras proseguía los estudios profesionales que le iban a permitir titularse de profesor y abogado, colaboró en las revistas juveniles Instantáneas de Luz y Sombra y Pluma y Lápiz, y en 1905 pasó a desempeñar la secretaría de redacción de Zig-Zag. 
Producto de los rumores de un romance con Amanda Pinto, la madre de ella le exige matrimonio bajo amenaza de desheredarla. Se casan en 1905 y ella tomó su apellido como escritora para llamarse Amanda Labarca.
En 1906 abandonó estas labores para dar cima a sus estudios y ya en 1907 era nombrado profesor de Historia y Geografía del Liceo de Aplicación. En 1910 el gobierno le comisionó ampliar sus estudios en los Estados Unidos, y fue alumno de la Universidad de Columbia, en Nueva York. Regresó a Chile en 1913. En 1924 fue Ministro de Justicia e Instrucción Pública, y accidentalmente también del Interior. Durante la administración Carlos Ibáñez del Campo (1927-1931) residió en Mendoza, Argentina. A su regreso a Chile fue Alcalde de Santiago de 1932 a 1934.
Un volumen de cuentos, Al Amor de la Tierra (1908), y una novela corta, Mirando al Océano (1911), contienen lo principal de su obra literaria. Es autor también de algunos artículos, capítulos de memorias o recuerdos de infancia e informes sobre asuntos pedagógicos y educacionales.
Volvió a ser ministro, ahora de Defensa Nacional, en 1939, y del Interior al año siguiente. Después desempeñó por diez años, y hasta noviembre de 1952, el cargo de vicepresidente ejecutivo de la Caja Nacional de Empleados Públicos y Periodistas, institución en la cual desarrolló amplísimo programa de construcciones de edificios urbanos.
Falleció en Santiago el 8 de noviembre de 1954.

## Obras
Libros:
- Al Amor de la Tierra (1908)
- Mirando al Océano (1911)